# Il ragazzo della via Gluck (альбом)
Il ragazzo della via Gluck (укр. «Хлопець з вулиці Глюка») — студійний альбом італійського співака та кіноактора Адріано Челентано, що вийшов у листопаді 1966 року під лейблом «Clan Celentano».

## Про альбом
Альбом складався з пісень, які вийшли як сингли у 1964—1966 роках. Більша частина пісень вже увійшла до попередніх альбомів «Non mi dir» (1965) і «La festa» (1966). До альбому потрапили такі відомі твори Челентано, як: «Il ragazzo della via Gluck», «Ciao ragazzi», «La festa», «Chi era lui» і «Sono un simpatico».
Успіх реалізації платівки з піснями «Il ragazzo della via Gluck» й «Chi era lui», яка розійшлася тиражем в 1 мільйон копій, і те, що попередній альбом «La festa» був зарезервований для читачів журналу «Bolero Film», посприяло випуску цього альбому та його назві. У записі альбому взяв участь гурт підтримки Адріано Челентано — «I Ribelli», автор аранжування Детто Маріано. Багато пісень альбому записані в студії «RCA Italiana» в Римі.
Пісня «Il ragazzo della via Gluck», з якою Челентано виступав на фестивалі «Санремо» у січні 1966 року, посідала 2 позицію в італійських чартах протягом 1966/67 років. Пісня «La festa» посідала 1 позицію в італійському чарті протягом 5 тижнів у 1965/66 роках.
Пісня «Ringo» є кавер-версією однойменної композиції американських авторів  Дональда Ірвіна Робертсона і Хела Блеїра, вона використовувалася в 1966 році для реклами м'ясних виробів на телепередачі «Carosello». Нова пісня «Il mio amico James Bond» («Мій друг Джеймс Бонд») — кавер-версія композиції «Thunderball» Тома Джонса — саундтреку до фільму «Кульова блискавка» (1965) про Джеймса Бонда. Пісня «Il problema più importante» — кавер-версія американської композиції «If You Gotta Make a Fool of Somebody» Руді Кларка.
Музика альбому представлена жанрами поп і рок. Наклад платівки склав 2 мільйони, і 100 тисяч копій — перевидання, станом на 2007 рік. Так як багато пісень платівки вже були хітами, альбом став одним з найкращих у колекції Челентано і користувався любов'ю у слухачів.
Спочатку альбом випускався на LP-платівках у 33 оберти в Італії і Канаді. З 1995 року випускалося перевидання альбому на CD, до якого входив бонус-трек — пісня «Nessuno mi può giudicare» 1966 року. З 1996 року випускалося ремастоване перевидання.
Челентано планував виконати на фестивалі «Санремо» 1966 року пісню «Nessuno mi può giudicare» («Ніхто не може судити мене»). Ця ідея не була втілена, пісню виконала італійська співачка Катерина Каселі, вона посіла друге місце на фестивалі.

## Трек-лист
LP
Сторона «A»
| #  | Назва                        | Автор слів                       | Автор музики                 | Рік  | Тривалість |
| -- | ---------------------------- | -------------------------------- | ---------------------------- | ---- | ---------- |
| 1. | «Il ragazzo della via Gluck» | Лучано Беретта і Мікі Дель Прете | Адріано Челентано            | 1966 | 4:17       |
| 2. | «È inutile davvero»          | Могол і Мікі Дель Прете          | Джино Сантерколе             | 1964 | 3:32       |
| 3. | «Ciao ragazzi»               | Могол і Мікі Дель Прете          | Адріано Челентано            | 1964 | 2:34       |
| 4. | «E voi ballate»              | Нікола Салерно і Мікі Дель Прете | Нелло Чангеротті             | 1965 | 2:57       |
| 5. | «Chi ce l'ha con me»         | Могол і Мікі Дель Прете          | Натале Массара               | 1964 | 3:19       |
| 6. | «Non mi dir (Synphonie)»     | Мікі Дель Прете і Клаудіо Адорне | Алекс Олстон і Андре Табет   | 1964 | 2:13       |
| 7. | «Uno strano tipo»            | Могол і Мікі Дель Прете          | Дон Бакі і Адріано Челентано | 1964 | 2:05       |

Сторона «Б»
| #     | Назва                                                               | Автор слів                              | Автор музики              | Рік  | Тривалість |
| ----- | ------------------------------------------------------------------- | --------------------------------------- | ------------------------- | ---- | ---------- |
| 8.    | «Il mio amico James Bond (Thunderball)»                             | Могол і Мікі Дель Прете                 | Джон Баррі і Дональд Блек | 1966 | 2:10       |
| 9.    | «La festa»                                                          | Лучано Беретта і Мікі Дель Прете        | Нателе Массара            | 1965 | 3:42       |
| 10.   | «Chi era lui»                                                       | Могол і Мікі Дель Прете                 | Паоло Конте               | 1966 | 2:49       |
| 11.   | «Sono un simpatico»                                                 | Лучано Беретта, Росаріо Лева і Дон Бакі | Джанфранко Ревербері      | 1965 | 2:43       |
| 12.   | «Il problema più importante (If You Gotta Make a Fool of Somebody)» | Лучано Беретта і Мікі Дель Прете        | Руді Кларк                | 1964 | 2:32       |
| 13.   | «Due tipi come noi»                                                 | Лучано Беретта і Мікі Дель Прете        | Джино Сантерколе          | 1965 | 2:08       |
| 14.   | «Ringo»                                                             | Кастеллано і Піполо                     | Дон Робертсон і Хел Блеїр | 1965 | 3:07       |
| 38:46 |                                                                     |                                         |                           |      |            |

Бонус-трек до видання на CD (1995)
| #     | Назва                      | Автор слів                       | Автор музики                 | Рік  | Тривалість |
| ----- | -------------------------- | -------------------------------- | ---------------------------- | ---- | ---------- |
| 15.   | «Nessuno mi può giudicare» | Лучано Беретта і Мікі Дель Прете | Даніеле Паче і Маріо Панцері | 1966 | 2:38       |
| 41:24 |                            |                                  |                              |      |            |

## Музиканти
- Адріано Челентано — вокал, гітара;

«I Ribelli»
- Джанні Далл'Альйо — ударні;
- Джорджо Бенакк'йо — гітара
- Детто Маріано — клавішні, бек-вокал;
- Натале Массара — саксофон;
- Ангел Сальвадор — бас;
- Діметріо Стратос — клавішні, бек-вокал.

## Ліцензійні видання
| Назва                                    | Лейбл                                     | Маркування                    | Країна | Рік      |
| ---------------------------------------- | ----------------------------------------- | ----------------------------- | ------ | -------- |
| Il Ragazzo Della Via Gluck (LP)          | Clan Celentano                            | ACC S/LP 40007                | Італія | 1966     |
| Il Ragazzo Della Via Gluck (LP)          | Clan Celentano                            | CLP-1002                      | Канада | 1966     |
| Il Ragazzo Della Via Gluck (Cass, Edi)   | Clan Celentano                            | 30 CLN 20690                  | Італія | 1987     |
| Il Ragazzo Della Via Gluck (Cass, RE)    | Clan Celentano, CGD                       | 9031-74551-4                  | Європа | 1991     |
| Il Ragazzo Della Via Gluck (LP, RE)      | Clan Celentano                            | 9031 74551-1                  | Італія | 1991     |
| Il Ragazzo Della Via Gluck (CD)          | BMG                                       | 74321 31424 2                 | Європа | 1995     |
| Il Ragazzo Della Via Gluck (CD, RE)      | Clan Celentano                            | SP 60782                      | Італія | 1996     |
| Il Ragazzo Della Via Gluck (CD, RE)      | Clan Celentano                            | CLN 20049                     | Італія | 2002     |
| Il Ragazzo Della Via Gluck (CD, RE)      | Clan Celentano, Arnoldo Mondadori Editore | CLN 2079-CCC                  | Італія | 2010     |
| Il Ragazzo Della Via Gluck (CD, RE)      | Universal                                 | 3259130004595                 | Європа | 2012     |
| Il Ragazzo Della Via Gluck (CD, RE, RM)  | Clan Celentano                            | CLN 2102                      | Європа | 2012     |
| Il Ragazzo Della Via Gluck (LP, Pic, RE) | Clan Celentano, Universal Music Group     | CLN 2110-1                    | Італія | 2012     |
| Il Ragazzo Della Via Gluck (CD, RE)      | Universal Music Russia                    | 4605026711334                 | Росія  | 2013     |
| Il Ragazzo Della Via Gluck (Cass, RE)    | Clan Celentano, Sony Music Russia         | 497146 4                      | Russia | невідомо |
| Il Ragazzo Della Via Gluck (CD, RE)      | Clan Celentano, CGD                       | 9031-74551-2, 9031-74551-2 YG | Європа | невідомо |